# Ката (река)
Ката́ — река в Иркутской области России, правый приток Ангары.
Длина реки составляет 233 км, площадь водосбора — 7970 км². Притоки: Юктала, Омун, Железная, Полива, Капа (Капаева), Каменная-Людина, Кешеуль, Букачан, Секачан, Диктагну и др..
Первыми российскими исследователями Сибири отмечалась как пригодная для судоходства.
Название реки — предположительно от эвенкийского «ката» — нож.